# 旭ケ丘 (札幌市)
旭ケ丘（あさひがおか）は、北海道札幌市中央区にある地名。藻岩山北山麓の高台にある、落ち着いた雰囲気の住宅地である。町名としては、1〜6丁目まである。
かつては山裾から鉱泉が湧き、「延命園」という湯治場があったことから「温泉山」と呼ばれていた。
1950年（昭和25年）7月、札幌中心部から見て西南に位置し、朝日の輝きを受ける高台であるところから「旭ヶ丘」と名づけられた。
市立札幌旭丘高等学校が所在する。